# Parfläckig havsängel
Parfläckig havsängel (Squatina oculata) är en hajart som beskrevs av Bonaparte 1840. Parfläckig havsängel ingår i släktet Squatina och familjen havsänglar. Inga underarter finns listade i Catalogue of Life.
Arten förekommer i östra Atlanten och i Medelhavet. Den vistas nära kusten och dyker till ett djup av 500 meter. Honor blir upp till 160 cm långa och hannarnas maximala längd är 145 cm. Könsmognaden infaller när individen är 70 till 100 cm lång. Honor lägger inga ägg utan föder 3 till 8 levande ungar. Ungarna är vid födelsen 22 till 27 cm långa.
Flera exemplar hamnar som bifångst i fiskenät. IUCN kategoriserar arten globalt som akut hotad.